# Valtotópi (ort i Grekland, Nomós Kilkís)
Valtotópi är en ort i Grekland.   Den ligger i prefekturen Nomós Kilkís och regionen Mellersta Makedonien, i den norra delen av landet, 300 km norr om huvudstaden Aten. Valtotópi ligger 31 meter över havet och antalet invånare är 401.
Terrängen runt Valtotópi är platt åt sydost, men åt nordväst är den kuperad. Runt Valtotópi är det ganska tätbefolkat, med 72 invånare per kvadratkilometer. Närmaste större samhälle är Koufália, 18,1 km söder om Valtotópi. Trakten runt Valtotópi består till största delen av jordbruksmark.